# Kasteel Kervijn

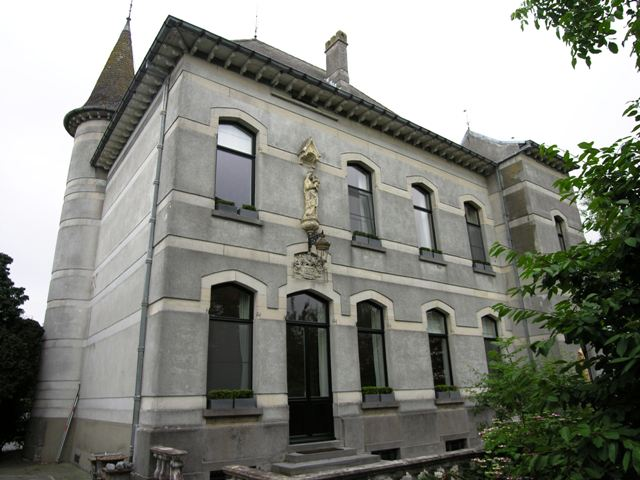
Kasteel Kervijn

Het Kasteel Kervijn is een kasteel in de tot de Vlaams-Brabantse gemeente Pajottegem behorende plaats Oetingen, gelegen aan Kerkstraat 38.
Het kasteel werd gebouwd in opdracht van barones Maria Peers de Nieuwburgh in 1865-1867. In 1882 werd het gebouw uitgebreid maar deze nieuwe vleugel werd in 1941 weer afgebroken. Later werd het domein verkaveld.
Wat bleef was een gebouw in baksteen met zandstenen ornamenten. Het heeft een vierkante en een ronde hoektoren.